# Formostenus pubescenus
Formostenus pubescenus är en stekelart som beskrevs av Jonathan 1980. Formostenus pubescenus ingår i släktet Formostenus och familjen brokparasitsteklar. Inga underarter finns listade i Catalogue of Life.